# Lost Witness
Lost Witness est un groupe de musique électronique composé de Simon Paul avec la collaboration temporaire d'Edward Barton, Danielle Alexander, Tracy Carmen, Andrea Britton et Tiff Lacey.
Dusk Till Dawn et The Eden Project sont également des pseudonymes utilisés par Lost Witness.
Un certain nombre de leurs singles co-écrits et produits par Simon Kemper sont sortis sur le label majeur de musique électronique Ministry of Sound. Certains comprenaient des remix du producteur et DJ anglais Lange. Le single "Did I Dream (Song to the Siren)" de 2002 est une reprise du "Song of the Siren" fréquemment repris de l'album Tim Buckley de 1970 Starsailor.
En 2010, Lost Witness a réédité le single "Red Sun Rising" de 1999 (avec le chant d'Andrea Britton). Il a été diffusé en airplay à la BBC Radio 1 par le DJ Judge Jules. Un nouveau single, "Fade Away", est sorti en 2011. En juin 2013, ils ont collaboré avec Sugababe et l'ancien participant à l'Eurovision Jade Ewen pour sortir le morceau "Fly".